# Sông Congo
Sông Congo (tiếng Pháp: (le) fleuve Congo/Zaïre; tiếng Bồ Đào Nha: rio Congo/Zaire; tiếng Kongo: Nzâdi Kôngo) là một con sông ở miền tây Trung Phi, con sông được hai quốc gia lấy tên theo nó là Cộng hòa Dân chủ Congo (trước đây là Zaire) và Cộng hòa Congo. Toàn bộ chiều dài của sông Congo nằm bên trong Cộng hòa Dân chủ Congo hoặc tạo thành một phần biên giới của nó. Với chiều dài 4.700 km, sông Congo là sông dài thứ hai ở châu Phi (sau sông Nin) và là một trong những con sông dài nhất thế giới. Sông Congo cũng là một trong những con sông có lưu vực và lưu lượng nước lớn nhất thế giới. Lưu vực sông Congo có diện tích 3.680.000 km² và vào mùa nước lớn sông có lưu lượng khoảng 41.800 m³ mỗi giây. Nằm ở khu vực vành đai mưa của châu Phi, sông Congo mang nhiều nước thứ hai thế giới, chỉ xếp sau sông Amazon. Là một con sông tàu bè có thể lưu thông được vào bên trong châu Phi, sông Congo là một huyết mạch giao thông chính và có vai trò nổi bật trong lịch sử của khu vực. Kinshasa (thủ đô Cộng hòa Dân chủ Congo) và Brazzaville (thủ đô Cộng hòa Congo) nằm đối diện nhau qua sông ở đoạn hạ lưu.

## Lưu vực
Lưu vực sông Congo có diện tích 4.014.500 kilômét vuông (1.550.000 dặm vuông Anh), với lưu lượng tại cửa sông từ 23.000 mét khối trên giây (810.000 cu ft/s) đến 75.000 mét khối trên giây (2.600.000 cu ft/s), trung bình 41.000 mét khối trên giây (1.400.000 cu ft/s).
Sông chính và các nhánh của nó chảy qua rừng nhiệt đới Congo, rừng lớn thứ hai trên thết giới chỉ sau rừng Amazon ở Nam Mỹ. Sông này cũng là sông lớn thứ 2 trên thế giới về lưu lượng, xếp sau sông Amazon; và là lưu vực sông lớn thứ 3 thế giới sau sông Amazon và Plate; và là một trong những sông sâu nhất trên thế giới với độ sâu lớn hơn 220 m (720 ft). Do lưu vực bao gồm các phần ở bắc và nam xích đạo, dòng chảy của nó ổn định, vì lúc nào cũng có một phần của sông có mưa.

## Thủy điện
Sông Congo là một con sông có tiềm năng thủy điện lớn nhất ở châu Phi. Mùa mưa nó vận chuyển hơn 50.000 mét khối (1.800.000 ft khối) nước/giây vào Đại Tây Dương. Các nhà khoa học tính toán rằng toàn bộ lưu vực sông Congo chiếm 30% tiềm năng thủy điện trên thế giới. Tiềm năng này có thể cung cấp đủ lượng điện cho tất cả những khu vực hạ Sahara
Hiện có khoảng 40 nhà máy thủy điện trong lưu vực sông Congo, trong đó nhà máy lớn nhất là đập thác Inga nằm cách Kinshasa 200 km (120 mi) về phía tây nam. Dự án Inga được triển khai vào đầu thập niên 1970 và đập Inga là đập đầu tiên lúc đó. Theo kế hoạch ban đầu có 5 đập với tổng công suất thiết kế 34,5 GW. Cho đến nay chỉ có 2 đập được xây dựng gồm Inga I và Inga II, tổng cộng có 14 tuốc bin.
Vào tháng 2 năm 2005, Công ty điện lực Nam Phi, Eskom, đã ra thông báo nâng công suất của Inga một cách đáng kể thông qua việc cải tiến và xây dựng đập thủy điện mới. Dự án sẽ đưa công suất tối đa lên 40 GW, gấp 2 lần Đập thủy điện Tam Hiệp của Trung Quốc.
Người ta cũng lo ngại rằng các đập thủy điện mới này có thể gây ra sự tuyệt chủng của nhiều loài cá đặc hữu của con sông này.

## Lịch sử tự nhiên

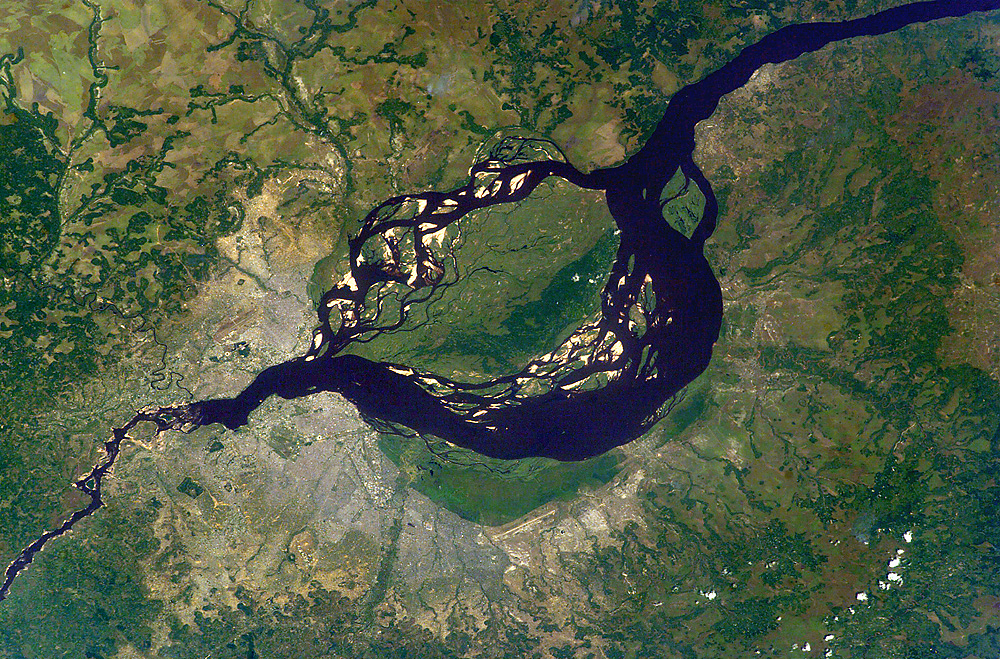
Satellite picture of Brazzaville, Kinshasa and the Malebo Pool of the Congo River.

Sông Congo được hình thành cách nay 1,5-2 triệu năm trong thế Pleistocen.
Sự hình thành sông Congo có thể đã dẫn đến sự biệt hóa allopatric của tinh tinh lùn và tinh tinh thông thường từ tổ tiên gần nhất của chúng. Bonobo là loài đặc hữu của rừng nhiệt đới trong khu vực, cũng như các loài khác mang tính biểu tượng như khỉ đầm lầy Allen, khỉ Dryas, aquatic genet, okapi và Congo Peafowl.
Về sinh vật thủy sinh, lưu vực sông Congo sự phong phú rất cao về số loài, và nhiều trong số đó là các loài đặc hữu. Cho đến nay, hầu hết 700 loài cá đã được ghi nhận trong lưu vực sông này, và còn phần lớn vẫn chưa được nghiên cứu. Do chưa nghiên cứu hết và sự khác biệt sinh thái lớn giữa các vùng trong lưu vực, người ta thường chia lưu vực thành nhiều vùng sinh thái. Trong số các vùng sinh thái, chỉ tính riêng vùng hạ Congo thì có hơn 300 loài cá, trong đó có khoảng 80 loài đặc hữu trong khi vùng tây nam (sông Kasai) có khoảng 200 loài cá với 1/4 là các loài đặc hữu. Các họ các chủ yếu trong sông là Cyprinidae, Mormyridae, Alestidae, Mochokidae, và Cichlidae. Trong số đó các loài bản địa là rất lớn, nhiều loài cá ăn thịt cá hổ khổng lồ. Hai trong số nhiều loài cá hoàng đế đặc hữu bất thường là whitish (non-pigmented) và Lamprologus lethops mù, chúng được tin là sống trong môi trường nước sâu khoảng 160 mét (520 ft), và Heterochromis multidens, là loài có biểu hiện quan hệ gần gũi với cá Hoàng đế châu Mỹ hơn là họ này ở châu Phi. Cũng có nhiều loài ếch và ốc sên đặc hữu.

## Phụ lưu
| Xếp theo thứ tự từ cửa sông lên thượng nguồn. - Inkisi - Nzadi - Nsele - Bombo - Kwa - Fimi - Lukenie - Kwango - Sankuru - Lefini - Likouala - Sangha - Ubangi - Giri - Uele - Mbomou - Sông Lomami - Luvua - Luapula - Chambeshi |

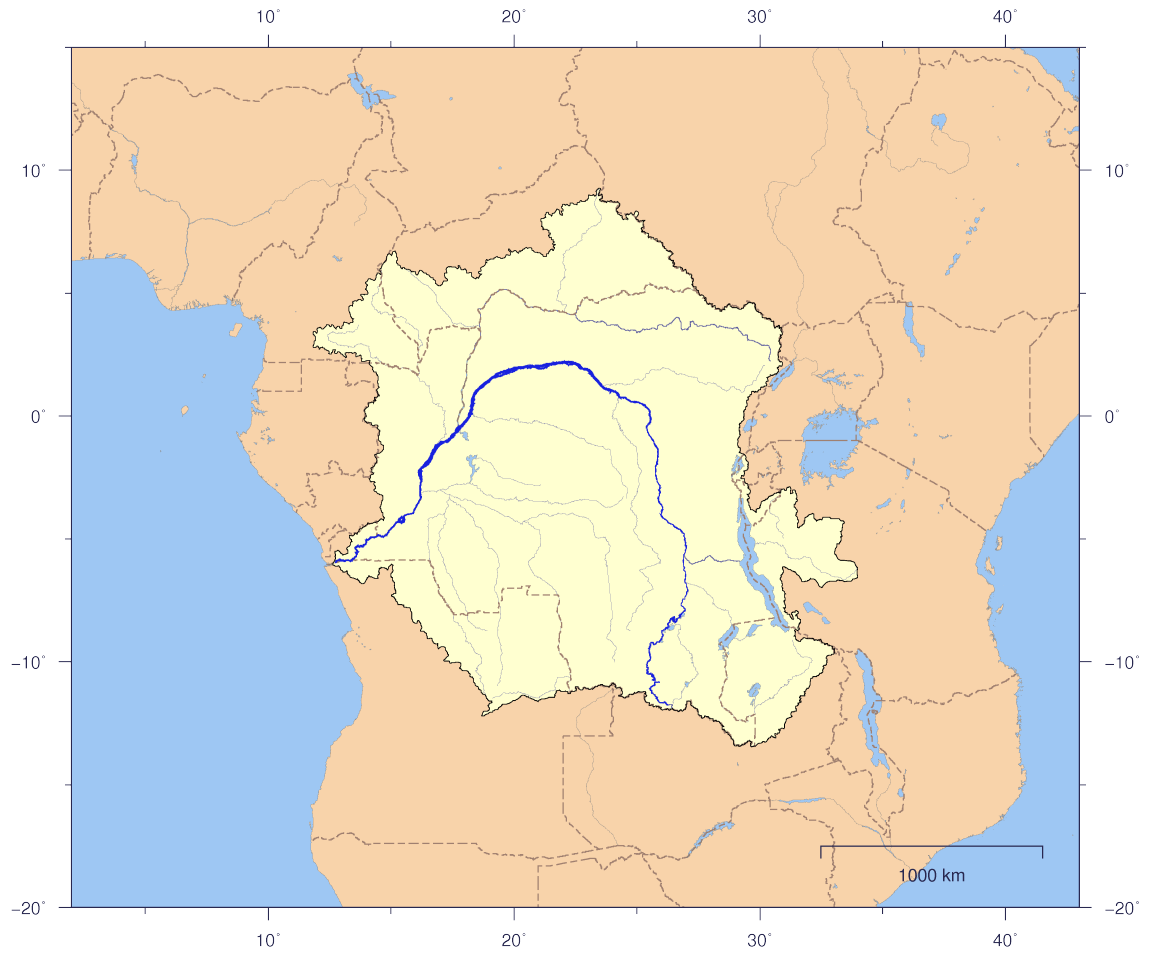
Đoạn và lưu vực sông Congo theo ranh giới quốc gia